# They'll Need a Crane
They'll Need a Crane é o terceiro EP da banda They Might Be Giants, lançado a 10 de Fevereiro de 1989.

## Faixas
Todas as faixas por They Might Be Giants.
1. "They'll Need A Crane"
2. "It's Not My Birthday"
3. "I'll Sink Manhattan"
4. "Nightgown of the Sullen Moon"